# Victor Său
Victor Său (n. 18 martie 1971) este un om politic din Republica Moldova. 
Cariera în politică a început-o ca primar al orașului Soroca, funcție pe care o îndeplinește în perioada 2007-2011 și din 2015 până în 2019. În 2019, candidează din nou la funcția de primar al orașului Soroca, dar de data aceasta independent, fiind învins de Lilia Pilipețchi în cel de-al doiea tur al Alegerilor Locale din Republica Moldova.